# Prodoretus ertli
Prodoretus ertli är en skalbaggsart som beskrevs av Ohaus 1914. Prodoretus ertli ingår i släktet Prodoretus och familjen Rutelidae. Inga underarter finns listade i Catalogue of Life.